# Xiom
Xiom ist eine deutsche Metal-Band aus Zwickau, die Anfang der 1980er-Jahre unter dem Namen Argus gegründet wurde, sich später Moshquito nannte, etwa 1991 auflöste, 1995 wieder zusammenfand und sich 2011 in Xiom umbenannte. 2018 erfolgte die Rückbenennung in Moshquito.

## Geschichte
Die Band wurde Anfang der 1980er-Jahre unter dem Namen Argus gegründet, wobei sie anfangs nur verschiedene Lieder coverte. Etwa 1982 begann die Band mit dem Spielen auf verschiedenen Veranstaltungen in der DDR. Die Besetzung bestand aus Sänger Thomas Sachse, den Gitarristen Ingo Lohf und Steffen Häupl, Bassist Manfred Uhlig und Schlagzeuger Achim Waldheim. Etwa 1985 verließ Achim Waldheim die Band und wurde durch Uwe „Kuvi“ Kovarnik ersetzt. Wegen Problemen mit den Behörden mussten Konzerte teilweise abgesagt werden, wobei die Band unter anderem auch von der Stasi überwacht wurde. Da Sänger Thomas Sachse zur NVA einberufen wurde, wurde er durch Benjamin Müller ersetzt. Die Band nannte sich 1987 in Moshquito um. Als Grund dafür gab die Band an, das Überwachungsorgan der DDR wenigstens für eine kurze Zeit in die Irre führen zu können. Es folgten weitere Konzerte, wobei die Band nun nicht nur Lieder von Metallica coverte, sondern auch vermehrt Lieder von Slayer, Anthrax, Destruction und Celtic Frost spielte. Kurz darauf wurde Benjamin Müller durch Sänger Oliver Hippauf, später auch bei Macbeth tätig, ersetzt. Bedingt durch seine Stimme konnte die Band nun auch andere Lieder von Bands wie Kreator oder Running Wild covern. 
1987 nahm die Band ein englischsprachiges, erstes Demo mit dem Namen No Back to Inferno, wobei neben den ersten eigenen Lieder auch eine Coverversion des Beatles-Liedes Penny Lane enthalten war. Das Demo wurde im eigenen Studio Over the Altstoffhandlung aufgenommen und auf ihren Konzerten zum Verkauf angeboten. Nach eineinhalb Jahren wurde Olli Hippauf ebenfalls zur NVA einberufen, sodass Benjamin Müller wieder zur Band zurückkehrte. 1988 nahm die Band ein zweites Demo Mosh In Moscow auf. Mit dem Mauerfall im Herbst 1989 zerfiel auch die Band langsam. Ein Grund dafür war, dass die Band zu diesem Zeitpunkt noch hauptsächlich als Coverband fungierte, aber es den Leuten nun möglich war, die Originalbands zu sehen. Uhlig verließ dabei als erstes die Band und kümmerte sich um seinen Job. Auch Häupl und Müller verließen die Band bald darauf. Als Ersatz kamen Gitarrist Rochus Roder und Bassist André Nebel zur Besetzung. Zusammen veröffentlichten sie im Jahr 1991 das Demo Only Death Is for Nothing. Nebel war auf dem Demo auch an der E-Gitarre zu hören. Jedoch konnte die Band dadurch auch nicht die gewünschte Aufmerksamkeit erreichen, sodass in der Chemnitzer Einheit das vorerst letzte Konzert stattfand. Die Band bestand nur noch aus drei Mitgliedern: Gitarrist Ingo Lohf, Bassist und Sänger André Nebel, sowie Schlagzeuger Uwe Kovarnik. 
Im Jahr 1995 fand die Gruppe wieder zusammen, wobei jedoch nur noch Ingo Lohf und André Nebel übrig waren. Zusammen studierten sie wieder einige Lieder ein, wobei sie anfangs auf einen Drumcomputer zurückgreifen mussten. Nebel verzichtet auf den Sängerposten, um sich mehr auf das Bassspiel konzentrieren zu können, sodass Sänger Oliver Hippauf wieder zur Band kam. Im Jahr 1996 folgte in Zwickau der erste Auftritt nach der Neugründung, wobei noch immer kein passender Schlagzeuger gefunden wurde, sodass auch hierfür ein Drumcomputer verwendet wurde. Erst später wurde mit Sascha Kurpanek ein passender Schlagzeuger gefunden. Oliver Hippauf, Ingo Lohf, André Nebel und Sascha Kurpanek begaben sich dann 1998 ins eigene Studio, um ihr Debütalbum Secrets aufzunehmen. Das Album erschien bei Noiseworks Records. Während der Aufnahmen zum zweiten Album Worlds End verließ Kurpanek wieder die Band, sodass der Auftritt im Jahr 1999 auf dem With Full Force der letzte für ihn sein sollte. Er wurde durch Jens Maluschka ersetzt. Worlds End erschien im Jahr 2001 bei Morbid Records und wurde über SPV vertrieben. Kurz nach der Veröffentlichung verließ auch Maluschka die Band wieder und wurde durch John Uhle ersetzt. Mit ihm kam auch Gitarrist Enrico Wiechert zur Band. 
Im Jahr 2003 verließ Sänger Hippauf die Band und wurde durch Michael Morgenstern ersetzt. Das dritte Album erschien 2004 mit dem Titel Enter New Spheres. Auch die erste Live-DVD, mitgeschnitten auf dem 2005er Chronical Moshers Open Air wurde im Jahr 2005 veröffentlicht. Ende 2006 verließ Gitarrist Wiechert die Band und wurde durch Maik Richter ersetzt. In dieser Besetzung wurde das nächste Album Behind the Mask aufgenommen und Anfang 2008 bei dem Label Reartone Music veröffentlicht. Es folgten Touren durch Deutschland, Österreich, die Niederlande und die Schweiz. Im November 2010 verließ Michael Morgenstern die Gruppe, sodass Jeff Sumrell als neues Mitglied zur Band kam. Zudem war nun auch Patrick Roscher als weiterer Gitarrist vertreten. Im Jahr 2011 nannte sich die Band in Xiom um.
2018 erfolgte die Rückbenennung in Moshquito. Im Folgejahr veröffentlichte die Band mit Far Beneath the Tombs ein neues Album.

## Stil
Die Band spielte unter dem Namen Moshquito klassischen Thrash Metal. Ab dem Album Behind the Mask und mit der späteren Bandumbenennung in Xiom wandelte es sich in eine Mischung aus Thrash- und Progressive-Death-Metal, der dabei an die Musik von Death erinnert.

## Diskografie
als Moshquito
- No Back to Inferno (Demo, 1987, Eigenveröffentlichung)
- Mosh In Moscow (Demo, 1989, Eigenveröffentlichung)
- Only Death Is for Nothing (Demo, 1991, Eigenveröffentlichung)
- Secrets (Album, 1998, Noiseworks Records)
- Worlds End (Album, 2001, Morbid Records)
- Enter New Spheres (Album, 2004, Eigenveröffentlichung)
- Live at “Chronical Moshers” Festival (DVD, 2005, Eigenveröffentlichung)
- Behind the Mask (Album, 2008, Reartone Music)
- Metallic Grave (Demos 1987-1989) (Kompilation, 2011, German Democratic Recordings)
- Far Beneath the Tombs (Album, 2019, German Democratic Recordings)

als Xiom
- Glorious Sin (Album, 2011, Firefield Records)